# Túkiti, crecí de una
Túkiti, crecí de una es una teleserie juvenil venezolana producida y transmitida por la cadena RCTV en el año 2006. Original del escritor Ricardo Hernández Anzola. 
Protagonizada por Dexirée Bandes, Eugenio Keller, Gabriel Mantilla, María Gabriela de Faría y José Ramón Barreto. 
Fue grabada en locaciones internas y externas de Venezuela. Se estrenó el 16 de agosto de 2006 en el horario de las 3 p. m.. debido su éxito en Venezuela la serie fue retransmitida por televisión por suscripción o paga a través de la señal de RCTV Internacional, en un período comprendido entre finales de ese mismo año.

## Sinopsis
Antonio (Eugenio Keller) es un joven de 15 años que tiene problemas en la escuela y con las muchachas de su edad, vive con su madre, Mildred (Dexirée Bandes), una mujer soltera y trabajadora y su pequeño hermano Pipo (Gabriel Mantilla) que siente que su hermano lo domina. Su padre los abandonó, y cuando la niñera de su hermano ya no puede encargarse del niño y para castigarlo por resultar reprobado, su madre decide que ahora él será quien lo cuide todas las tardes.
Wendy (María Gabriela de Faría) es una de las mejores amigas de Antonio, y junto con Jefferson (José Barreto) viven en el mismo edificio. Wendy está enamorada de Antonio pero es incapaz de confesárselo mientras Antonio solo la ve como una amiga.
Antonio y Jefferson están deslumbrados por la chica más hermosa de su colegio, Amaranta (Laura Chimaras), pero ella ya tiene pareja, Danny, y al final Antonio se da cuenta de que también está enamorado de Wendy, con quien finalmente termina quedándose. Jefferson también logra quedarse con Amaranta tras romper su relación con Danny, quien abandonó los estudios.
Al final de la historia, Mildred hace pareja con Perucho (Martín Peyrou), y unos años después cuando Pipo es adolescente se repite la historia de Antonio, esta vez correspondiéndole al primero cuidar a Gabo, el hijo fruto de la relación de Perucho y Mildred.

## Personajes principales
- Eugenio Keller como Antonio.
- Gabriel Mantilla como José Agapito "Pipo", el hermano de Antonio.
- Dexirée Bandes como Mildred, la madre de Antonio y Pipo.
- María Gabriela de Faría como Wendy.
- Laura Chimaras como Amaranta.
- José Ramón Barreto como Jefferson es el mejor amigo de Antonio.
- Manuel Colmenares como "Puro Cuento".
- Darli Fruggiero como "Crismary", la mejor amiga de Amaranta.
- William Coss como Oscar "Cuchucucho" papá de Shaila, la mejor amiga de Wendy.
- Francis Romero como Benigna, la profesora de matemáticas.
- Anastasia Stoliarova como Eva, la niña de la edad de pipo.
- Karen Pita como Marité.
- Mayra Méndez como Dubriska.
- René Díaz como Dany, el novio de Amaranta.
- Roberto de Blassi como Fernando.
- Verónica Cortez como Ivana.
- Amado Zambrano como "Aceite de Motor".
- Vito Lonardo como Camacaro.
- Jesús Seijas como Malanga.
- Hernán Marcano como Cristóbal.
- Armando Quintero como Don Pepe.
- Liliana Chechile como Marjorie.
- Roberto Montemarani como "Arrozcoicoechea".
- Ricardo Guerrero como "El Violinista".

- Datos: Q6154668